# Kurt Freiherr von Schröder
Pour les articles homonymes, voir Schröder.
Kurt von Schröder (1889-1966) est un banquier allemand de Cologne. Il est membre du parti nazi durant le Troisième Reich. En finançant Hitler et son parti, il contribue à l'avènement du führer et de la dictature en Allemagne. Il devient lui-même SS et est jugé à Nuremberg après la guerre. Il est mort le 4 novembre 1966 à Hambourg.
Son nom est parfois écrit Schroeder, Schröder ou baron Kurt von Schröder (Kurt Freiherr von Schröder), Freiherr étant un titre de noblesse, pouvant se traduire comme baron, et non une partie d'un nom de famille.

## Éléments de biographie
Il est né le 24 novembre 1889 à Hambourg (Allemagne) dans une vieille famille de banquiers. Il termine ses études de droit à l'université de Bonn où il est membre d'une « fraternité » d'étudiants Corps Borussia Bonn au sein de laquelle figuraient de nombreux fils d'aristocrates allemands d'origine prussienne. Il devient ensuite officier de carrière au sein de la Reichswehr et en 1913, il épouse Edith Marie Ottilie von Schnitzler (1892-1951), cousine de Karl-Eduard von Schnitzler. Durant la Première Guerre mondiale, il sera capitaine d'état-major et affecté au 7e régiment de hussards à Bonn.
Après la guerre, suivant la tradition familiale paternelle, il devient l'un des partenaires d'un cabinet de banquiers de Cologne (Bankhaus J. H. Stein (de)) où, en 1919, il joue un rôle important dans le séparatisme rhénan, un groupe de banquiers et d'industriels l'ayant nommé à la commission économique de leur chambre en préparation d'un État séparé. En 1928, alors que se profile la crise de 1929, il devient politiquement plus actif et rejoint le Parti populaire allemand puis se rapproche des nazis.
Kurt von Schröder dirige avec Hjalmar Schacht le Cercle Keppler, regroupant autour de Wilhelm Keppler un cercle d'hommes d'affaires destiné à renforcer la position d'Hitler dans les milieux économiques et le patronat allemand. Schröder fait partie des vingt membres du Cercle Keppler qui apposèrent leur signature au bas d'une pétition transmise au Président Hindenburg le 19 novembre 1932, soit deux jours après la démission du gouvernement de Franz von Papen. Cette pétition réclamait la nomination de Hitler à la chancellerie du Reich.

## Schröder et Hitler

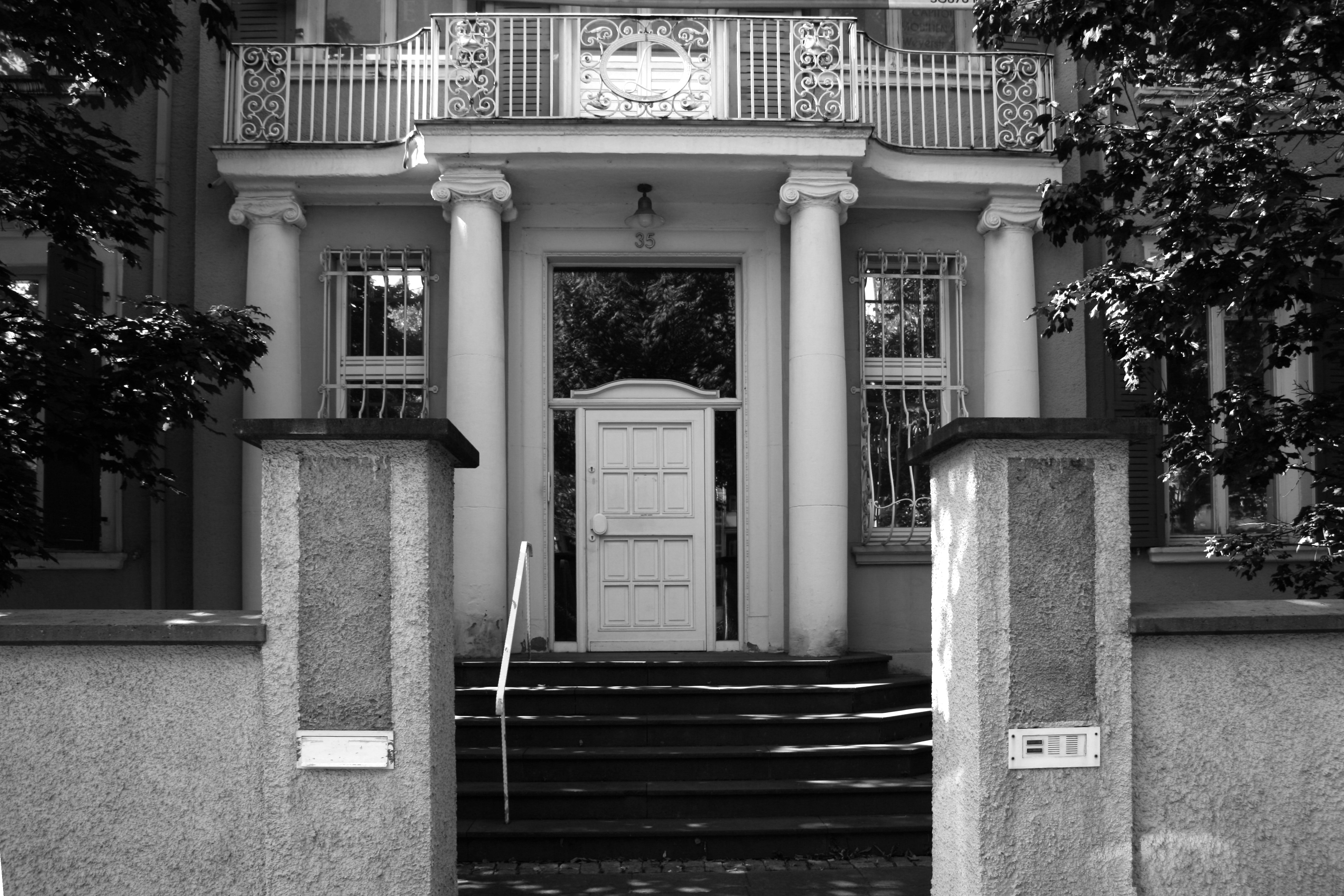
La villa de la famille Schröder au no 35 de la rue Waldgürtel à Cologne, où il a accueilli l'entrevue secrète entre Hitler et Franz von Papen

Schröder a financé le parti nazi d'abord pendant les années de la conquête du pouvoir, puis lorsque celui-ci a pris le contrôle de l'Allemagne. Il adhère au parti en février 1933. Il a également servi d'intermédiaire pour apporter de l'argent d'ITT à l'organisation SS de Heinrich Himmler en 1944, alors que les États-Unis était en guerre avec l'Allemagne.
Après avoir assisté à une allocution de Franz von Papen à Berlin le 16 décembre 1932, au cours de laquelle ce dernier militait pour une participation des nazis au gouvernement, il organise une entrevue secrète dans sa propre maison, entre Adolf Hitler et le chancelier Franz von Papen le 4 janvier 1933. L'entrevue a été organisée avec l'homme d'affaires et industriel de la chimie Wilhelm Keppler, directeur d'IG Farben qu'Hitler avait choisi comme conseiller économique en décembre 1931. Hitler est venu à cette réunion accompagné d'Heinrich Himmler et de Rudolf Hess. Cette réunion initia les premières discussions entre von Papen et Hitler qui devaient par la suite mener au projet de renversement du gouvernement de Kurt von Schleicher en vue de mettre en place une coalition de droite Hitler-von Papen-Hugenberg. 
À la suite de cette première réunion secrète, Paul von Hindenburg lui-même missionna von Papen pour conserver le contact et proposer à Hitler d'entrer au gouvernement, mais pas comme chancelier, ce que Hitler refusa. Après d'intenses négociations menées entre les dirigeants nazis et l'entourage de Hindenburg, négociations auxquelles est associé le fils du maréchal et où von Papen joue un rôle clé, Hindenburg accepte de limoger Schleicher et de nommer Hitler au poste de chancelier.
Durant la guerre et en récompense de son soutien, Schröder a été nommé président du conseil d'administration de plusieurs grandes entreprises allemandes et président de la chambre de commerce et d'industrie de la Rhénanie à Cologne et ses affaires prospèrent sous le Troisième Reich.

## Procès de Nuremberg
Peu après la capitulation allemande, Schröder est découvert dans un camp de prisonniers de guerre en France où il portait un uniforme de caporal SS. Il est interné par les Britanniques avant d'être jugé en 1947 pour crimes contre l'humanité. Il est condamné à trois mois de prison et à une amende dérisoire, ce qui suscita une manifestation de plusieurs dizaines de milliers de travailleurs à Bielefeld. Après un appel du procureur, il est de nouveau condamné en 1948 à une amende plus élevée de 500 000 DM. Cependant, Kurt von Schröder parviendra à réduire le paiement à une somme insignifiante en 1950.

## Après la guerre
Il y a eu des tentatives d'occultation des sources non allemandes du financement du régime nazi, sources provenant de certains banquiers américains en particulier, en bloquant une enquête qui avait été ouverte à l'encontre de la banque Bankhaus J. H. Stein (de) de Cologne, parfois dite « bank of the cartel kings » (« banque des rois des cartels ») qui avait été soupçonnée d'avoir servi d'intermédiaire pour les nazis en recevant les financements déposés par les cartels industriels allemands.

## Études rétrospectives
Son rôle a été évoqué au procès de Nuremberg et a permis de comprendre comment Hitler avait pu prendre le pouvoir. Il tient aussi une place importante dans le travail réalisé au sein de la Hoover Institution par l'historien et économiste américain Antony C. Sutton sur les liens entre le monde de la finance (dont Wall Street), le patronat allemand et l'ascension vers le pouvoir de Hitler.